# SCAMPER
SCAMPER este o listă de verificare care conține întrebări de impulsionare/stimulare a ideilor într-un proces de gândire creativă. Stimularea provine din efortul de a răspunde la întrebări care nu ar fi fost puse în mod normal. Întrebările au fost pentru prima dată sugerate de Alex Faickney Osborn în 1953, apoi au fost aranjate de Bob Eberle (1996) într-o metodă mnemotehnică. Fiecare dintre cele șapte litere ale acronimului SCAMPER este litera inițială a cuvintelor din limba engleză: substitute, combine, adapt, modify, put to other purposes, eliminate, reverse.

## Conținutul metodei SCAMPER
Lista de verificare (engleză check list) SCAMPER conține următoarele întrebări:
- substitute - substituire: se înlocuiește ceva;
- combine - combinare: se combină cu ceva, se unește, se mixează, se combină cu alte ansambluri ale produsului, cu alte servicii, se combină idei anterior necorelate;
- adapt - adaptare: se adaptează ceva la subiectul la care se aplică metoda SCAMPER;
- modify - modificare: se modifică ceva, se mărește, se minimizează, se schimbă forma etc.;
- put to other purposes - poziționare: se poziționează în altă locație, se folosește în altă utilizare;
- eliminate - eliminare: se elimină ceva, se reduce prin eliminare la funcționalitatea esențială;
- reverse - inversare: se inversează sau se reorganizează, se schimbă ordinea, se face un plan diferit sau o schemă diferită.

Metoda SCAMPER ajută la formularea unor modificări care se pot face la un produs existent sau la crearea unui produs nou, prin intermediul listei de verificare.

## Procedura de utilizare
Pentru a utiliza metoda SCAMPER se procedează în următorii pași:
1. Se izolează problema sau subiectul asupra căruia se desfășoară procesul mental de gândire creativă.
2. Se pun întrebările SCAMPER pentru fiecare pas al problemei sau subiectului și se constată ce idei noi au apărut.
3. Se examinează ideile emise: sunt ele viabile? se pot folosi pentru a crea un nou produs sau a dezvolta unul existent?
Un exemplu de utilizare: se consideră următoarea problemă: „În ce moduri s-ar putea îmbunătăți tehnicile proprii de vânzare?”
În vederea aplicării tehnicii SCAMPER se identifică toate stadiile procesului de vânzare, de exemplu, prospectare, prezentare, depășirea obiecțiunilor, durata de utilizare, urmărirea, managementul timpului etc. Apoi se pun întrebările SCAMPER pentru a genera o largă varietate de idei asupra reformării și manipulării fiecărui stadiu al procesului de vânzare.